# Kurt von Reibnitz
Kurt Artur Gustav Hans Otto Freiherr von Reibnitz (* 12. November 1877 in Kiel; † 26. Juni 1937 in Königsberg) war ein deutscher Jurist und Politiker (SPD).

## Familie
Er entstammte dem alten schlesischen Adelsgeschlecht von Reibnitz. Seine Eltern waren der Vizeadmiral der Kaiserlichen Marine Paul von Reibnitz und dessen Ehefrau Maria Anna Fanny von Hansemann (* 15. Februar 1856).
Am 28. Juni 1910 heiratete er in Potsdam seine erste Frau Freda Katharina von Schenck (* 21. März 1890; † 2. März 1946). Seine zweite Frau, Luise Adelheid Sophie Elisabeth von Maltzan (* 15. Januar 1861; † 16. Dezember 1945), heiratete er in Neustrelitz am 24. April 1920.

## Leben
Nach dem Abitur absolvierte Kurt von Reibnitz ein Hochschulstudium und wurde 1902 an der Universität Rostock zum Dr. jur. promoviert. Nach mehren Jahren Tätigkeit im Bankwesen promovierte er 1912 zum Dr. phil. und arbeitete 1912–1913 als Attaché an der deutschen Botschaft in Washington, D.C. Er war von 1913 bis 1918 Landrat des Kreises Falkenberg O.S. Unter dem Eindruck der Novemberrevolution schloss sich von Reibnitz 1918 nach einer öffentlichen Abrechnung mit den bisher herrschenden Gewalten der SPD an. Von 1920 bis 1927 war er Abgeordneter im Landtag des Freistaates Mecklenburg-Strelitz. Vom 13. Oktober 1919 bis zum 2. August 1923 sowie vom 13. März 1928 bis zum 12. April 1929 und vom 16. April 1929 bis zum 4. Dezember 1931 amtierte er als Erster Staatsminister des Freistaats Mecklenburg-Strelitz. In den Jahren 1929 und 1933 veröffentlichte von Reibnitz Schilderungen der Berliner Gesellschaft, die als wertvolle sozialhistorische Quellen zur Weimarer Republik gelten. Seine politische Haltung brachte ihm die Ächtung der Standesgenossen ein, seine Gegner nannten ihn „den roten Baron“.

## Schriften
- Der öffentliche Glaube des Erbscheins im Vergleich mit dem öffentlichen Glauben des Grundbuchs. (jur. Dissertation) Pilz, Berlin 1902.
- Die New Yorker Fondsbörse (Stock Exchange). Ihre Geschichte, Verfassung und wirtschaftliche Bedeutung. (phil. Dissertation) Fischer, Jena 1912.
- Weltkrieg und Weltbörse. 1915.
- Amerikas internationale Kapitalwanderungen. de Gruyter, Berlin 1926.
- Gestalten rings um Hindenburg. Reisser, Dresden 1928. (anonym veröffentlicht) [Digitalisat ZLB Berlin]
- Wilhelm II. und Hermine. Geschichte und Kritik von Doorn. Reissner, Dresden 1929.
- Im Dreieck Schleicher, Hitler, Hindenburg. Männer des deutschen Schicksals. Reissner, Dresden 1933.